# Campeonato Panamericano de Fútbol 1956
El Campeonato Panamericano 1956 fue la segunda edición del Campeonato Panamericano de Fútbol, torneo organizado por la Confederación Panamericana de Fútbol. Se desarrolló en la Ciudad de México, entre el 26 de febrero y el 18 de marzo  de 1956. Por segunda vez consecutiva, el campeón fue Brasil.

## Organización

### Sede
| Ciudad de México                |
| ------------------------------- |
| Estadio Olímpico Universitario  |
| Capacidad: 110.500 espectadores |
|                                 |

### Árbitros
- Alfredo Rossi
- Alberto Da Gama
- Claudio Vicuña
- Danilo Alfaro
- Fernando Buergo

## Equipos participantes
- En cursiva los equipos debutantes.

| Confederación                    | Equipo                      | Vía de clasificación |
| -------------------------------- | --------------------------- | --- |
| Anfitrión                        | México                      | Organizador del torneo |
| Conmebol (Sudamérica)            | Brasil Argentina Chile Perú | Campeón vigente del torneo Campeón del Campeonato Sudamericano 1955 Subcampeón del Campeonato Sudamericano 1955 Tercer lugar del Campeonato Sudamericano 1955 |
| CCCF (Centroamérica y el Caribe) | Costa Rica                  | Campeón del Campeonato Centroamericano y del Caribe 1955 |

## Resultados

### Clasificación
| Selección  | Pts. | PJ | PG | PE | PP | GF | GC | Dif |
| ---------- | ---- | -- | -- | -- | -- | -- | -- | --- |
| Brasil     | 9    | 5  | 4  | 1  | 0  | 14 | 5  | +9  |
| Argentina  | 7    | 5  | 2  | 3  | 0  | 9  | 5  | +4  |
| Costa Rica | 5    | 5  | 2  | 1  | 2  | 11 | 15 | −4  |
| Perú       | 4    | 5  | 1  | 2  | 2  | 6  | 7  | −1  |
| México     | 4    | 5  | 1  | 2  | 2  | 4  | 6  | −2  |
| Chile      | 1    | 5  | 0  | 1  | 4  | 5  | 11 | −6  |

### Partidos
| 26 de febrero de 1956 | México       | 1:1 (1:0) | Costa Rica | Estadio Olímpico Universitario, Ciudad de México           |                                                            |
|                       | Calderón 40' |           | Monge 57'  | Asistencia: 110 446 espectadores Árbitro(s): Alfredo Rossi | Asistencia: 110 446 espectadores Árbitro(s): Alfredo Rossi |

| 28 de febrero de 1956 | Argentina | 0:0 | Perú | Estadio Olímpico Universitario, Ciudad de México            |  |
|                       |           |     |      | Asistencia: 80 000 espectadores Árbitro(s): Alberto Da Gama |  |

| 1 de marzo de 1956 | Brasil                   | 2:1 (1:0) | Chile     | Estadio Olímpico Universitario, Ciudad de México          |                                                           |
|                    | Luizinho 13' · Klein 67' |           | Tello 71' | Asistencia: 14 000 espectadores Árbitro(s): Alfredo Rossi | Asistencia: 14 000 espectadores Árbitro(s): Alfredo Rossi |

| 4 de marzo de 1956 | México | 0:2 (0:1) | Perú                          | Estadio Olímpico Universitario, Ciudad de México            |                                                             |
|                    |        |           | Drago 26' · Gómez Sánchez 71' | Asistencia: 80 000 espectadores Árbitro(s): Alberto Da Gama | Asistencia: 80 000 espectadores Árbitro(s): Alberto Da Gama |

| 6 de marzo de 1956 | Argentina                          | 4:3 (1:2) | Costa Rica                                | Estadio Olímpico Universitario, Ciudad de México            |                                                             |
|                    | Maschio 27' · Sívori 60', 79', 85' |           | Montero 3' · Vairo 42' (a.g.) · Monge 48' | Asistencia: 35 000 espectadores Árbitro(s): Alberto Da Gama | Asistencia: 35 000 espectadores Árbitro(s): Alberto Da Gama |

| 6 de marzo de 1956 | Brasil    | 1:0 (1:0) | Perú | Estadio Olímpico Universitario, Ciudad de México          |                                                           |
|                    | Larry 41' |           |      | Asistencia: 70 000 espectadores Árbitro(s): Alfredo Rossi | Asistencia: 70 000 espectadores Árbitro(s): Alfredo Rossi |

| 8 de marzo de 1956 | Costa Rica              | 2:1 (2:0) | Chile          | Estadio Olímpico Universitario, Ciudad de México            |                                                             |
|                    | Herrera 28' · Monge 35' |           | Hormazábal 71' | Asistencia: 80 000 espectadores Árbitro(s): Alberto Da Gama | Asistencia: 80 000 espectadores Árbitro(s): Alberto Da Gama |

| 8 de marzo de 1956 | Brasil                         | 2:1 (1:0) | México         | Estadio Olímpico Universitario, Ciudad de México           |                                                            |
|                    | Bodinho 17' · Bravo 73' (a.g.) |           | Del Águila 56' | Asistencia: 80 000 espectadores Árbitro(s): Claudio Vicuña | Asistencia: 80 000 espectadores Árbitro(s): Claudio Vicuña |

| 11 de marzo de 1956 | Argentina                     | 3:0 (1:0) | Chile | Estadio Olímpico Universitario, Ciudad de México |                             |
|                     | Maschio 38', 65' · Sívori 50' |           |       | Árbitro(s): Alberto Da Gama                      | Árbitro(s): Alberto Da Gama |

| 13 de marzo de 1956 | México | 0:0 | Argentina | Estadio Olímpico Universitario, Ciudad de México            |  |
|                     |        |     |           | Asistencia: 65 000 espectadores Árbitro(s): Alberto Da Gama |  |

| 13 de marzo de 1956 | Brasil                                                      | 7:1 (3:0) | Costa Rica  | Estadio Olímpico Universitario, Ciudad de México           |                                                            |
|                     | Larry 7', 37', 51' · Chinesinho 12', 63', 83' · Bodinho 74' |           | Cordero 53' | Asistencia: 65 000 espectadores Árbitro(s): Claudio Vicuña | Asistencia: 65 000 espectadores Árbitro(s): Claudio Vicuña |

| 15 de marzo de 1956 | Perú                    | 2:2 (1:1) | Chile                 | Estadio Olímpico Universitario, Ciudad de México |                           |
|                     | Lama 23' · Mosquera 73' |           | Díaz 18' · Cortés 85' | Árbitro(s): Danilo Alfaro                        | Árbitro(s): Danilo Alfaro |

| 17 de marzo de 1956 | Costa Rica                                 | 4:2 (3:0) | Perú             | Estadio Olímpico Universitario, Ciudad de México            |                                                             |
|                     | Murillo 17', 84' · Herrera 42' · Monge 43' |           | Salinas 55', 69' | Asistencia: 70 000 espectadores Árbitro(s): Fernando Buergo | Asistencia: 70 000 espectadores Árbitro(s): Fernando Buergo |

| 18 de marzo de 1956 | México           | 2:1 (1:1) | Chile     | Estadio Olímpico Universitario, Ciudad de México          |                                                           |
|                     | Calderón 2', 79' |           | Tello 38' | Asistencia: 80 000 espectadores Árbitro(s): Danilo Alfaro | Asistencia: 80 000 espectadores Árbitro(s): Danilo Alfaro |

| 18 de marzo de 1956 | Brasil                       | 2:2 (1:1) | Argentina               | Estadio Olímpico Universitario, Ciudad de México |                            |
|                     | Chinesinho 24' · Andrade 58' |           | Yudica 36' · Sívori 85' | Árbitro(s): Claudio Vicuña                       | Árbitro(s): Claudio Vicuña |

|                            |
| Bandera de Brasil          |
| Campeón Brasil 2.do título |

## Goleadores
| Jugador             | Selección  | Goles |
| ------------------- | ---------- | ----- |
| Omar Sívori         | Argentina  | 5     |
| Chinesinho          | Brasil     | 4     |
| Jorge Monge         | Costa Rica | 4     |
| Larry               | Brasil     | 4     |
| Humberto Maschio    | Argentina  | 3     |
| Carlos Calderón     | México     | 3     |
| Juan Emilio Salinas | Perú       | 2     |
| Carlos Tello        | Chile      | 2     |
| Rodolfo Herrera     | Costa Rica | 2     |
| Álvaro Murillo      | Costa Rica | 2     |
| Bodinho             | Brasil     | 2     |